# Orlando Bosch Ávila
Orlando Bosch Ávila (* 18. August 1926 in Potrerillo, Las Villas, Kuba; † 27. April 2011 in Miami) war ein kubanischer Kinderarzt und Untergrundkämpfer zunächst gegen das Regime von Fulgencio Batista, dann gegen das von Fidel Castro. Ab 1960 verübte er als Agent der CIA terroristische Anschläge und war Repräsentant exilkubanischer Castro-Gegner in Miami.

## Leben
Bosch studierte ab 1946 Medizin an der Universität Havanna und lernte als Vorsitzender der Studentenvertretung der medizinischen Fakultät Fidel Castro kennen, der zur selben Zeit Studentenvertreter der rechtswissenschaftlichen Fakultät war. 1948 gewann er die Wahlen zum Sekretär des Studentenverbands Federación Estudiantil Universitaria (FEU) gegen den Amtsinhaber, Alfredo Guevara – der nach 1959 als Verantwortlicher für den kubanischen Filmsektor international bekannt wurde. Nach seinem 1953 mit Promotion abgeschlossenen Studium absolvierte er zunächst ein ärztliches Praktikum in Toledo, Ohio (USA) und arbeitete später als Kinderarzt in der kubanischen Provinz Las Villas. Im April 1955 führte er als erster kubanischer Arzt die Polio-Impfung ein.
Er nahm ab Mitte 1957 als Mitglied einer Untergrundzelle der Rebellenorganisation Bewegung des 26. Juli (M-26-7) in seiner Heimatregion aktiv am Kampf gegen die Herrschaft Fulgencio Batistas teil, der Kuba seit seinem Militärputsch von 1952 diktatorisch regierte. Teil der Strategie war das Legen von Bomben, an dem sich auch Bosch direkt beteiligte. Als der Koordinator der M-26-7 für Las Villas, Enrique Oltuski, zu Jahresbeginn 1959 nach der Flucht Batistas als Kommunikationsminister in die Regierung wechselte, übernahm Bosch als bisheriger Stellvertreter die Position des Gouverneurs der Provinz bis Mitte 1959. Nachdem die von Fidel Castro angeführten Kräfte der Kubanischen Revolution nicht wie erhofft ein freiheitlich-demokratisches, sondern ein autoritäres System zu errichten begannen, wandte sich Bosch wie zahlreiche andere frühere Mitstreiter im Kampf gegen Batista enttäuscht von Castro ab. Ein Schlüsselerlebnis war hierbei laut eigener Aussage eine Begegnung mit Ernesto "Che" Guevara, als dieser zwei als Spione im Dienste Batistas verdächtigte Gefangene erschießen ließ, nachdem er den von Bosch vorgebrachten Einwand abgelehnt hatte, die Männer seien zuerst einem Gerichtsverfahren zu unterziehen. Bosch sprach persönlich bei Castro vor, schilderte ihm seine Ablehnung der massenhaften Erschießungen und Beschlagnahmungen und erklärte seinen Rücktritt. Anstatt jedoch wie gegenüber Castro angekündigt seine frühere Tätigkeit als Kinderarzt wieder aufzunehmen, beschaffte er sich unmittelbar darauf mit der Autorität seines Gouverneursamtes Waffen aus dem Arsenal der Streitkräfte in Santa Clara. Er gründete mit ehemaligen Offizieren der Rebellenarmee die „Aufstandsbewegung für eine Rückgewinnung der Revolution“ (Movimiento Insurreccional de Recuperación Revolucionaria – MIRR), die ab August 1960 vom Escambray-Gebirge aus gegen die Castro-Herrschaft kämpfte.
Da ihm aufgrund seiner konspirativen Tätigkeit die Hinrichtung drohte, verließ er im Juli 1960 Kuba und wurde Bevollmächtigter der MIRR in Miami/Florida in den USA, wo sich das Zentrum der exilkubanischen Castro-Gegner bildete. Bosch organisierte finanzielle und logistische Unterstützung, außerdem Luftangriffe mit gemieteten Kleinflugzeugen und Sabotageakte. Die MIRR war bald besiegt, da die Versorgung mit Nachschub nicht gewährleistet werden konnte und das Operationsgebiet ehemaligen Mitkämpfern aus der Anti-Batista-Guerilla, die nun auf der anderen Seite kämpften, noch gut vertraut war. Bereits im Oktober 1960 wurden die vier Anführer hingerichtet, 150 weitere zu bis zu 30-jährigen Haftstrafen verurteilt. Die meisten der entkommenen MIRR-Kämpfer schlossen sich einer anderen Widerstandsgruppe im Escambray an. Unter den Exilkubanern, bei denen Bosch weiter um Unterstützung warb, wurde zu diesem Zeitpunkt jedoch die von der CIA vorbereitete Invasion in der Schweinebucht als aussichtsreicher favorisiert.
1968 gründete Bosch die Organisation „Poder Cubano“ (Kubanische Macht), die zahlreicher Gewaltverbrechen wie Bombenanschläge in verschiedenen Ländern verdächtigt wurde. Orlando Bosch wurde in den USA verhaftet und am 15. November 1968 in Florida wegen des Beschusses eines polnischen Frachters mit einem Granatwerfer zu zehn Jahren Gefängnis verurteilt.
1972 wurde er auf Bewährung aus dem Gefängnis entlassen und verließ die USA 1974 unter Verletzung seiner Bewährungsauflagen. 1974 erklärte er sich in einem Zeitungsinterview zum Anführer des militanten Widerstandskampfes gegen Fidel Castro. Für die neue, von ihm angeführte Gruppierung „Acción Cubana“ brüstete er sich dabei mehrerer Bombenanschläge auf kubanische Konsulate in lateinamerikanischen Ländern und kündigte eine Eskalation des international geführten Kampfes gegen die kubanische Regierung und ihre Repräsentanten an. 1976 schloss sich Boschs Gruppe mit anderen exilkubanischen Gruppen zur Coordination of United Revolutionary Organizations (CORU) zusammen, die er anführte. Bei einer gescheiterten CORU-Aktion zur Entführung des kubanischen Botschafters in Mexiko wurde laut inzwischen freigegebener FBI-Dokumente einer dessen Begleiter erschossen. Laut ebenfalls inzwischen freigegebener Unterlagen der CIA von 1976 war CORU in das Attentat auf den ehemaligen chilenischen Außenminister Orlando Letelier beteiligt.
Wegen des Verdachts auf Beteiligung am Bombenattentat auf eine Passagiermaschine der Luftfahrtgesellschaft Cubana vom 6. Oktober 1976, bei dem 73 Personen starben, wurde Bosch in Venezuela zusammen mit Luis Posada Carriles zunächst vor einem Militär-, anschließend vor einem Zivilgericht angeklagt. Beide Prozesse endeten mit Freispruch, so dass er nach fast elf Jahren in Untersuchungshaft 1987 auf freien Fuß kam. 1988 reiste er in die USA ein. Dort saß er aufgrund der Verletzung der Bewährungsauflagen von 1974 zunächst für 3 Monate in Untersuchungshaft. Nach seiner Entlassung am 17. Mai 1988 wurde er von der Einwanderungsbehörde in Abschiebehaft genommen, da er nie eine permanente Aufenthaltsberechtigung oder die Staatsangehörigkeit der USA erworben hatte. Sein daraufhin gestellter Antrag auf politisches Asyl wurde abgelehnt. Nachdem die USA einen kubanischen Auslieferungsantrag abgelehnt hatten, erklärten rund 30 Staaten, Bosch aufgrund seiner terroristischen Vergangenheit nicht aufnehmen zu wollen, auf die sich auch die US-Behörden bei der Ablehnung des Asylantrags gestützt hatten. Der spätere Gouverneur von Florida, Jeb Bush, initiierte Verhandlungen zwischen der kubanischstämmigen Kongressabgeordneten Ileana Ros-Lehtinen und seinem Vater, dem damaligen US-Präsidenten, George H. W. Bush, über die Freilassung Boschs. Am 20. Juli 1990 erhielt Orlando Bosch eine offizielle Aufhebung seiner Ausreiseverfügung durch den Präsidenten. Seitdem lebte Bosch bis zu seinem krankheitsbedingten Tod unbehelligt in Miami. Während seiner venezolanischen Untersuchungshaft ehrte ihn der Stadtrat von Miami im Jahr 1983 mit einem offiziellen „Orlando Bosch Day“.
Er hinterließ seine zweite Ehefrau und sechs Kinder, die alle in Florida leben.